# عز الدين أمان الله
عز الدين أمان الله (مواليد 7 أبريل 1956) هو لاعب كرة قدم. لعب مع منتخب المغرب لكرة القدم. ولعب في كأس العالم 1986 مع منتخب بلاده.

## روابط خارجية
- عز الدين أمان الله على موقع الاتحاد الدولي (مؤرشف)  (الإنجليزية)
- عز الدين أمان الله على موقع قاعدة بيانات كرة القدم.إي يو (الإنجليزية)
- عز الدين أمان الله على موقع ناشيونال فوتبول تيمز (الإنجليزية)